# غوستاف ترول
غوستاف إريكسون ترول (سبتمبر 1488 - 1535)؛ كان رئيس أساقفة أوبسالا.
كان ابن إريك أرفيدسون ترول الوصي المنتخب السابق على السويد أثناء اتحاد كالمار، بعد عودته من الدراسة في الخارج في كولون وروما انتخب عام 1513 في أبرشية لينشوبينغ، وبعد عام واحد أصبح رئيس أساقفة أوبسالا خلفاً ياكوب أولفسون، ومنذ 1515 دخل في صراع مع الوصي السويدي ستين ستوره الأصغر الذي نفذ الانقلاب على والده في 1512، بحيث نشر شائعة بأنه متحالف مع كريستيان الثاني ملك الدنمارك، سواء كان ذلك صحيحًا أم لا، فقد أدى ذلك إلى إبعاد ترول من منصبه ووضعه تحت الحجز في قصر رئيس الأساقفة في المارستاكيت عند بحيرة مالارين، في شتاء عام 1517 تم هدم القلعة بأوامر من الحكومة السويدية.
ومع ازدياد التهديد الدنماركي أصبح ترول من بين أنصار الملك الدنماركي، في عام 1520 دخل كريستيان الثاني إلى السويد بعد وفاة الوصي وتمت مكافأته بإعادته إلى منصبه كرئيس أساقفة أوبسالا، وكما أنه قام بتتويج كريستيان الثاني ملك للسويد في 4 نوفمبر 1520.
قدم غوستاف ترول قائمة بخصومه الذين تسببوا في معاناته والذين أمروا بهدم قلعته، جمع الملك كريستيان عدة أشخاص (تقول بعض المصادر 100، ويقول البعض الآخر 20)؛ وتم أعدمهم فيما يسمى بمجزرة ستوكهولم في 10 نوفمبر 1520 متهماً إياهم بهرطقة، التفاصيل وعدد القتلى غير مؤكد، أراد كريستيان نفسه أن يكون الإعدام العلني لها تأثير قوي قدر الإمكان، وبعد ذلك من المرجح أن يكون الملك غوستاف الأول ملك السويد قد عزز الأرقام لدعم حربه ضده الدنمارك.
عاد كريستيان إلى وطنه بعد بضعة أشهر وأصبح ترول أحد المسؤولين عن إدارة الحكومة هُناك، ولكنه لم يكن يحظى بشعبية، وفي سبتمبر من العام التالي أُجبر على مغادرة السويد، والانتقال نحو الدنمارك حيث عاش لعدة سنوات، في عام 1526 التقى بكريستيان في هولندا، بحيث خلع كريستيان عن عرش الدنمارك والنرويج من قبل عمه فريدريك الأول، وبعد عدد من حملات في سمولاند ودالارنا، واصل الكفاح من أجل قضية كريستيان، وفي عام 1534 أصبح أسقف أودنسه، ولكنه أصيب بجروح قاتلة بالفعل في العام التالي في معركة أوكسنبيرغ على جزيرة فين في 11 يونيو وتوفي بعد بضعة أسابيع، تم دفنه في كاتدرائية شليسفيغ.
على الرغم من منصبه المعين والمدعوم من قبل البابا، إلا أن غوستاف فاسا رفض الاعتراف به كرئيس أساقفة وباعتباره خائنًا، كان الضغط من روما عاملاً مساهماً في انفصال غوستاف فاسا عن الفاتيكان، وبدء في عملية الإصلاح وإدخال البروتستانتية إلي السويد.